# Ali Yerlikaya
Ali Yerlikaya (Konya, 11 de octubre de 1968) es un político y funcionario turco. Es el actual ministro de Interior desde 2023.
Anteriormente se desempeñó como gobernador de la provincia de Estambul de 2018 al 2023. Tras la anulación de las elecciones municipales de Estambul en marzo de 2019, fue nombrado brevemente alcalde interino de la ciudad hasta la reelección del candidato de la oposición Ekrem İmamoğlu en junio del mismo año.

## Biografía
Nació en Konya, Anatolia Central, se graduó en administración pública en la facultad de ciencias políticas de la Universidad de Estambul en 1989. Al principios de la década de 1990, comenzó a trabajar en el ninisterio del interior como gobernador de distrito en Felahiye, Erzin, Derebucak, Hilvan y Sarıkaya.
También se desempeñó como asesor legal del ministerio del interior y jefe de gabinete del ministerio de salud, así como miembro de la junta directiva del sindicato turco de empleadores públicos de la industria pesada y el sector servicios (TÜHİS).